# Sjarhej Karneeŭ
Sjarhej Ivanavič Karneeŭ (in bielorusso Сяргей Іванавіч Карнееў?; Minsk, 24 novembre 1988) è un pugile bielorusso.

## Palmarès

### Mondiali dilettanti
- 1 medaglia:
  - 1 bronzo (Baku 2011 nei pesi massimi)

### Europei dilettanti
- 1 medaglia:
  - 1 argento (Liverpool 2008 nei pesi massimi)